# August Strindbergs lyrik
August Strindbergs lyrik utgörs till största delen av de diktsamlingar författaren själv gav ut under sin livstid: Dikter på vers och prosa (1883), Sömngångarnätter på vakna dagar (1884) och  Ordalek och småkonst (1905). Till detta kan läggas de dikter som publicerades tillsammans med noveller i samlingen Fagervik och Skamsund (1902). Enskilda dikter ingår i verk som tillhör andra genrer, såsom Tjänstekvinnans son, Den fredlöse och I vårbrytningen, och ytterligare ett antal strödda dikter publicerades i tidskrifter eller förekommer i författarens brev.